# Didier Theys

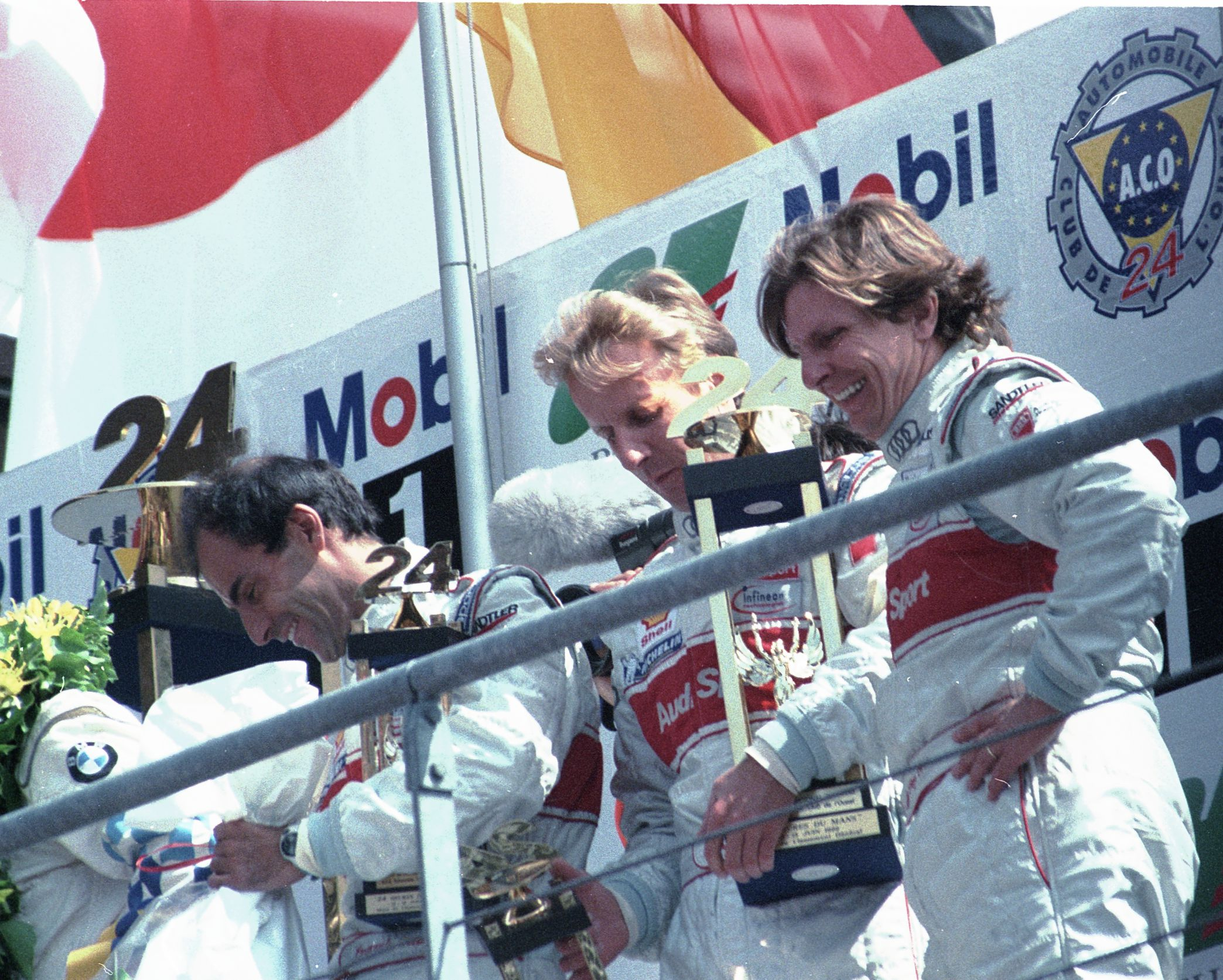
Didier Theys (rechts) 1999 in Le Mans

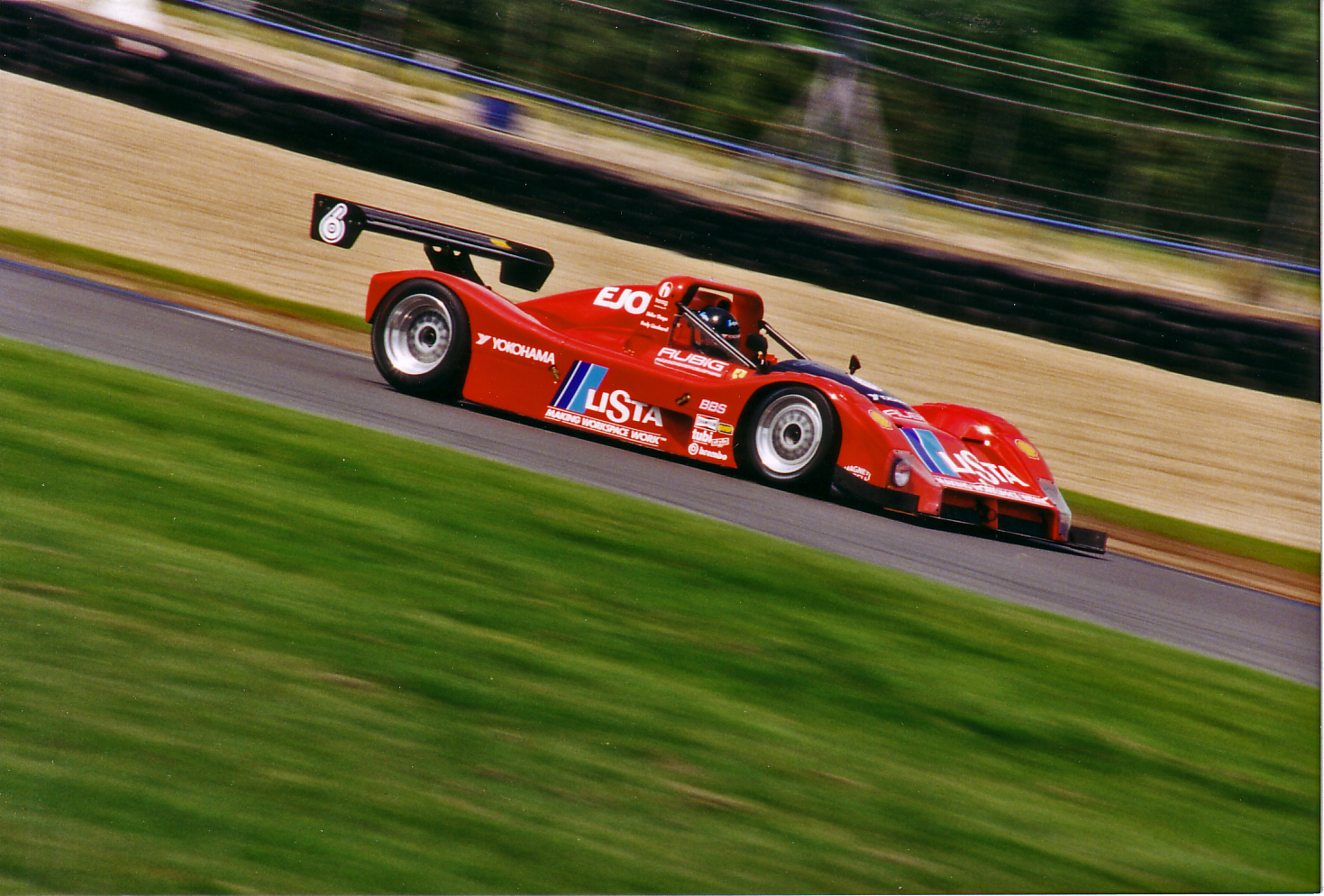
Didier Theys im Ferrari 333SP, 1997 in Donington

Didier Maurice Theys (* 19. Oktober 1956 in Nivelles) ist ein ehemaliger belgischer Automobilrennfahrer.

## Karriere
Didier Theys gehörte in den 1990er- und 2000er-Jahren zu den vielseitigsten internationalen Rennfahrern. Er bestritt Monoposto-Rennen in Europa und den USA, fuhr Sportwagen- und Langstreckenrennen, Tourenwagenrennen und sogar Rallyes.
Seine Karriere begann Theys 1979 in der niederländischen Formel-Ford-1600-Meisterschaft. 1980 wechselte er in die Formel 3 und ging für das Team von Sergé Saulnier überall dort an den Start, wo der Franzose sein Team meldete. Er fuhr Rennen in der französischen und deutschen Meisterschaft sowie in der Europameisterschaft. Sein größter Erfolg in dieser Rennserie war der dritte Rang beim Rennen in Monaco 1985. Nach der fünften Saison in der Formel 3, unterbrochen von kurzen Ausflügen in die Gruppe-C-Meisterschaft für Welter Racing und Brun Motorsport schien die Karriere des Belgiers in den kleinen Formel-Klassen zu versinken.
Schon 1985 war er aber in den USA in der Super-Vau-USA-Meisterschaft am Start gewesen und nach einem Rennsieg Achter in der Gesamtwertung geworden. Ein Jahr später konnte er diese Rennserie gewinnen. Theys blieb in den USA und wurde zu einem regelmäßigen Starter in der Indy Car World Series. Von 1987 bis 1993 war er bei 47 Rennen am Start – darunter die 500-Meilen von Indianapolis 1989, 1990 und 1993. Seine beste Platzierung war der dritte Platz beim Rennen in Miami 1988.
International bekannt wurde der Belgier jedoch durch seine Erfolge im Sportwagensport. 1982 gab er sein Debüt beim 24-Stunden-Rennen von Le Mans. 1987 gewann er das 24-Stunden-Rennen von Spa-Francorchamps. 1998 siegte er auf einem Ferrari 333SP beim 24-Stunden-Rennen von Daytona und beim 12-Stunden-Rennen von Sebring. Als Audi 1999 sein Debüt an der Sarthe gab, war Theys einer der Werksfahrer und pilotierte den Audi R8R gemeinsam mit Emanuele Pirro und Frank Biela an die dritte Stelle der Gesamtwertung. 2002 konnte er seinen Erfolg in Daytona wiederholen und er wurde Meister der Grand-Am Sports Car Series. Bis 2008 war er in der American Le Mans Series und der Le Mans Series aktiv und zog sich anschließend vom aktiven Rennsport zurück.

## Statistik

### Le-Mans-Ergebnisse
| Jahr | Team                   | Fahrzeug              | Teamkollege        | Teamkollege          | Platzierung | Ausfallgrund    |
| ---- | ---------------------- | --------------------- | ------------------ | -------------------- | ----------- | --------------- |
| 1982 | WM Esso                | WM P82                | Jean-Daniel Raulet | Michel Pignard       | Ausfall     | Getriebeschaden |
| 1983 | WM Secateva            | WM P83                | Jean-Daniel Raulet | Michel Pignard       | Ausfall     | Motor überhitzt |
| 1985 | Brun Motorsport        | Porsche 962C          | Walter Brun        | Joël Gouhier         | Ausfall     | Unfall          |
| 1986 | Brun Motorsport        | Porsche 962C          | Thierry Boutsen    | Alain Ferté          | Ausfall     | Unfall          |
| 1988 | Blaupunkt Joest Racing | Porsche 962C          | David Hobbs        | Franz Konrad         | Rang 5      |                 |
| 1993 | Team Paduwa            | Porsche Carrera 2 Cup | Harald Grohs       | Jean-Paul Libert     | Ausfall     | Motor überhitzt |
| 1996 | Joest Racing           | TWR-Porsche WSC-95    | Michele Alboreto   | Pierluigi Martini    | Ausfall     | Elektrik        |
| 1997 | Moretti Racing Inc.    | Ferrari 333SP         | Giampiero Moretti  | Massimiliano Papis   | Rang 6      |                 |
| 1998 | Moretti Racing Inc.    | Ferrari 333SP         | Giampiero Moretti  | Mauro Baldi          | Rang 14     |                 |
| 1999 | Audi Sport Team Joest  | Audi R8R              | Emanuele Pirro     | Frank Biela          | Rang 3      |                 |
| 2000 | Mopar Team Oreca       | Reynard 2KQ-LM        | Didier André       | Jeffrey Van Hooydonk | Rang 20     |                 |
| 2001 | Champion Racing        | Audi R8               | Johnny Herbert     | Ralf Kelleners       | Ausfall     | Motorschaden    |
| 2002 | Riley & Scott Racing   | Riley & Scott Mk IIIC | Jim Matthews       | Marc Goossens        | Ausfall     | Motorschaden    |

### Sebring-Ergebnisse
| Jahr | Team               | Fahrzeug          | Teamkollege        | Teamkollege       | Teamkollege       | Platzierung | Ausfallgrund    |
| ---- | ------------------ | ----------------- | ------------------ | ----------------- | ----------------- | ----------- | --------------- |
| 1988 | Momo Racing        | March 86G         | Tom Gloy           | Steve Phillips    |                   | Ausfall     | kein Öldruck    |
| 1995 | Momo               | Ferrari 333SP     | Wayne Taylor       | Giampiero Moretti |                   | Rang 33     |                 |
| 1996 | Momo Corse         | Ferrari 333SP     | Massimiliano Papis | Giampiero Moretti |                   | Rang 3      |                 |
| 1997 | Momo Racing        | Ferrari 333SP     | Antônio Hermann    | Giampiero Moretti | Andrea Montermini | Ausfall     | Unfall          |
| 1998 | Momo Doran Racing  | Ferrari 333SP     | Mauro Baldi        | Giampiero Moretti |                   | Gesamtsieg  |                 |
| 1999 | Doran Enterprises  | Ferrari 333SP     | Mauro Baldi        | Fredy Lienhard    |                   | Ausfall     | Getriebeschaden |
| 2000 | Doran Lista Racing | Doran Special     | Mauro Baldi        | Fredy Lienhard    |                   | Rang 5      |                 |
| 2002 | Doran Lista Racing | Dallara LMP       | Mauro Baldi        | Fredy Lienhard    |                   | Ausfall     | Unfall          |
| 2003 | Doran Lista Racing | Dallara LMP       | Eric van de Poele  | Fredy Lienhard    |                   | Rang 7      |                 |
| 2005 | Rollcentre Racing  | Dallara LMP       | João Barbosa       | Michael Krumm     |                   | Ausfall     | Getriebeschaden |
| 2007 | Horag Racing       | Lola B05/40       | Eric van de Poele  | Fredy Lienhard    |                   | Ausfall     | Elektrik        |
| 2008 | Horag Racing       | Porsche RS Spyder | Jan Lammers        | Fredy Lienhard    |                   | Rang 7      |                 |

### Einzelergebnisse in der Sportwagen-Weltmeisterschaft
| Saison | Team               | Rennwagen   | 1   | 2   | 3   | 4   | 5   | 6   | 7   | 8   | 9   | 10  | 11  | 12  | 13  | 14  | 15  | 16  | 17  |
| ------ | ------------------ | ----------- | --- | --- | --- | --- | --- | --- | --- | --- | --- | --- | --- | --- | --- | --- | --- | --- | --- |
| 1979   | Luigi Racing       | BMW 530     | DAY | SEB | MUG | TAL | DIJ | RIV | SIL | NÜR | LEM | PER | DAY | WAT | SPA | BRH | ROA | VAL | ELS |
| 1979   | Luigi Racing       | BMW 530     |     |     |     |     |     |     |     |     |     | DNF |     |     |     |     |     |     |     |
| 1980   | TWR Racing         | Mazda RX-7  | DAY | BRH | SEB | MUG | MON | RIV | SIL | NÜR | LEM | DAY | WAT | SPA | MOS | ROA | VAL | DIJ |     |
| 1980   | TWR Racing         | Mazda RX-7  |     |     |     |     |     |     |     |     | 21  |     |     |     |     |     |     |     |     |
| 1982   | Welter Racing      | WM P82      | MON | SIL | NÜR | LEM | SPA | MUG | FUJ | BRH |     |     |     |     |     |     |     |     |     |
| 1982   | Welter Racing      | WM P82      | DNF |     |     |     |     |     |     |     |     |     |     |     |     |     |     |     |     |
| 1983   | Welter Racing      | WM P83      | MON | SIL | NÜR | LEM | SPA | FUJ | KYA |     |     |     |     |     |     |     |     |     |     |
| 1983   | Welter Racing      | WM P83      | DNF |     |     |     |     |     |     |     |     |     |     |     |     |     |     |     |     |
| 1984   | Procar Automobiles | Sehcar C83  | MON | SIL | LEM | NÜR | BRH | MOS | SPA | IMO | FUJ | KYA | SAN |     |     |     |     |     |     |
| 1984   | Procar Automobiles | Sehcar C83  |     |     |     |     | DNF |     |     |     |     |     |     |     |     |     |     |     |     |
| 1985   | Brun Motorsport    | Porsche 962 | MUG | MON | SIL | LEM | HOK | MOS | SPA | BRH | FUJ | SEL |     |     |     |     |     |     |     |
| 1985   | Brun Motorsport    | Porsche 962 | DNF |     |     |     |     |     |     |     |     |     |     |     |     |     |     |     |     |
| 1986   | Brun Motorsport    | Porsche 956 | MON | SIL | LEM | NÜN | BRH | JER | NÜR | SPA | FUJ |     |     |     |     |     |     |     |     |
| 1986   | Brun Motorsport    | Porsche 956 |     |     | DNF |     |     |     |     | 9   |     |     |     |     |     |     |     |     |     |
| 1988   | Joest Racing       | Porsche 962 | JER | JAR | MON | SIL | LEM | BRÜ | BRH | NÜR | SPA | FUJ | SAN |     |     |     |     |     |     |
| 1988   | Joest Racing       | Porsche 962 |     | 5   |     |     |     |     |     |     |     |     |     |     |     |     |     |     |     |